# アッシュル・エティル・イラニ
アッシュル・エティル・イラニ（Ashur-etil-ilani、在位：前631年頃 - 前627年頃）は古代メソポタミア地方の新アッシリア帝国の王である。即位後わずか４年で亡くなった。発見されている史料は少なく、統治中の出来事を推測するのは困難である。軍事的遠征や狩猟を行った記録がないことから見て、弱体な支配者であった可能性がある。
アッシュル・エティル・イラニはAshur-etil-ilani / Ashur-etel-ilani / Ashuretillilaniなどと表記し、楔形文字では Aššur-etil-ilāni、「アッシュル神は神々の長なり」を意味する。

## 概要
アッシュル・エティル・イラニの人物像の詳細はわかっていない。彼は在位期間が短く、僅かな碑文しか残さなかった。史料の欠如のため、彼とその治世について推測するに足りる情報はほとんどない。
アッシュル・エティル・イラニが軍事的遠征や狩猟を行った記録がないことから見て、弱体な支配者であった可能性がある。よく知られているように、過去のアッシリア王たちはこうした活動を極めて頻繁に行っていた。このことはユダ王国のようなアッシリアの属国がその支配から離れ独立して行動する状況を誘発したかもしれない。アッシュル・エティル・イラニの地位は兄弟のシン・シャル・イシュクンに継承された。継承の状況は不明瞭であり、暴力的な手法による継承であったかどうかはわからない。

## 出自と編年
アッシュルバニパルの治世最後の数年間とアッシュル・エティル・イラニの治世は、利用できる史料が極めて不足している。アッシュルバニパルの治世における第一の史料である『アッシュルバニパルの年代記』の記録は前636年以降を網羅していない。アッシュルバニパルの治世の終了はしばしば前627年とされるが、これは1世紀近く後に新バビロニアの王ナボニドゥスの母がハッラーンに作らせた碑文に依っている。アッシュルバニパルが生きて王として統治していたことを示す最後の同時代史料はニップルで前631年に作成された契約書である。彼の後継者たちの持つ確認された統治機関と整合させるため、大半の学者はアッシュルバニパルが前631年に死亡したか、退位したか、追放されたと考えている。そしてこの3つの可能性のうち、前631年に死亡したという見解が最も受け入れられている。もし、アッシュルバニパルの治世が前627年に終了したとするならば、後継者であるアッシュル・エティル・イラニとシン・シャル・イシュクンの碑文がバビロンに数年分存在するという事実と整合しない。これはバビロン市が新バビロニアの王ナボポラッサルによって前626年に占領されており、その後二度とアッシリアの手に戻ることがなかったためである。
アッシュルバニパルは早くも前660年には後継者を指名しており、王太子に言及する文書史料が残されている。アッシュルバニパルは統治の早い段階で既に少なくとも1人、そして恐らくは2人の息子をもっていた。このアッシュルバニパルが早いうちにもうけた息子たちが恐らくアッシュル・エティル・イラニとシン・シャル・イシュクンである。「我が父は余を育てなかった（「育てる」とはある人を成人するまで世話したという意味である）」というアッシュル・エティル・イラニのある碑文のフレーズに基づき、彼が幼くして王位についたという一般的な想定が存在するが、しかし同じフレーズがアッシュルバニパルの祈りの中に登場すること、そしてアッシュル・エティル・イラニの治世中に王子がいたことが証明されていることから、アッシュル・エティル・イラニが即位時に幼かったということはありそうにない。

## 治世
前631年に父アッシュルバニパルが死亡するとアッシュル・エティル・イラニが即位した。アッシュル・エティル・イラニからラブ・シャケ（幼少期からアッシュル・エティル・イラニに使えた将軍）であったシン・シュム・リシルへの土地の授与によって、アッシュルバニパルの死亡は自然死であったことが示唆されている。アッシリアの歴史における大抵の王位継承と同じように、アッシュル・エティル・イラニのアッシリア王即位は当初、反対と動揺に直面していた。シン・シュム・リシルへの土地の授与において、ナブー・リフツ・ウツル（Nabu-rihtu-usur）と呼ばれる役人の活動が言及されている。彼はシン・シャル・イブニ（Sin-shar-ibni）という別の役人の助けを借りて、アッシリア王位の簒奪を試みた。シン・シュム・リシルは恐らく、ナブー・リフツ・ウツルとシン・シャル・イブニを抑えてアッシュル・エティル・イラニの即位を助けた。この反逆行為そのものの史料が存在していないことから見て、簒奪の陰謀は比較的速やかに潰されたものと見られる。ニネヴェ市の発掘調査において、アッシュルバニパルの死亡の頃の火災跡が見つかっており、もしかすると、この陰謀は首都における暴力と動揺を引き起こしたかもしれないことを示している。
バビロニアにアッシュル・エティル・イラニの碑文が分布していることから、アッシリア帝国の南部（即ちバビロニア）において彼が父アッシュルバニパルと同様の支配権を行使していたことが示されている。バビロンには属王カンダラヌが置かれていたが、実際の政治・軍事上の権限はアッシュル・エティル・イラニにあった。アッシュル・エティル・イラニの碑文はバビロン、ディルバト、シッパル、ニップルといった主要都市全てで発見されている。アッシュル・エティル・イラニという人物について確かな仮説を構築するには現存する彼の碑文はとても少ない。アッシリア帝国の最も重要な都市の1つで、かつての首都であり彼の宮殿があったカルフ（ニムルド）での発掘では、父アッシュルバニパルら以前の王たちが強さや成功を表現するのに用いていたような、レリーフや彫像が見つかっておらず、これは彼が父よりも自らを誇るところが少なかったと解釈できるかもしれない。このような描写が欠如している理由の一部は、アッシュル・エティル・イラニが軍事遠征や狩猟を行っていないことにあるのかもしれない。彼のカルフの宮殿は小さな部屋をもつアッシリア王室の標準よりかなり小規模なものであった。アッシリアの属国の一部が、アッシュル・エティル・イラニを弱い支配者だと認識し、その在位の間にアッシリアの支配下からの離脱、さらにはアッシリアの前哨地への攻撃さえ行った可能性もある。例えば前628年頃、表向きはレヴァントの属国であったユダ王国の王ヨシヤが、地中海の海岸自らの領土を拡張し、アシュドド市を占領して自らの臣民の一部をそこに住まわせた。
アッシュル・エティル・イラニが兄弟のシン・シャル・イシュクンと王位を巡って争ったという仮定は根拠を伴わず頻繁に提示される。実際、アッシュル・エティル・イラニの死と兄弟シン・シャル・イシュクンの即位を巡る正確な状況は不明であるが、アッシュル・エティル・イラニがクーデターによって追放されたり殺害されたりしたことを示す史料は存在しない。

## 称号
アッシュル・エティル・イラニの短い治世中の現存碑文は極めて少ない。カルフのナブー神殿のレンガに残された彼の称号は次の通りである。
余はアッシュル・エティル・イラニ。世界の王、アッシリアの王。世界の王にしてアッシリアの王、アッシュルバニパルの息子。世界の王にしてアッシリアの王、エサルハドンの孫。